# Jorge de Almeida Monjardino
Jorge de Lemos Bettencourt de Almeida Monjardino (Angra do Heroísmo, 25 de Junho de 1846 — Angra do Heroísmo, 21 de Abril de 1886) foi um político e administrador fundiário que, ente outras funções, exerceu o cargo de tesoureiro-pagador do Distrito de Angra do Heroísmo. A sua ilustração e talento concederam-lhe foros de jornalista, tendo colaborado no Revolução de Setembro, de Lisboa, e em vários jornais editados nos Açores ligados ao Partido Histórico, partido em que militava e cujo sogro era o líder.
Ligado a um dos mais poderosos clãs políticos da ilha, o pai, José Inácio de Almeida Monjardino, era secretário geral do governo civil e fora por várias vezes governador civil interino. Reforçando pelo casamento a sua ligação política familiar, casou com Maria de Ornelas Bruges Paim da Câmara, filha de Teotónio de Ornelas Bruges Paim da Câmara, o 1.º conde da Praia e o caudilho Setembrista na ilha Terceira. Foi pai do médico e professor universitário Augusto de Almeida Monjardino, reitor da Universidade de Lisboa e fundador e primeiro director da Maternidade Alfredo da Costa.